# Juice B Crypts
Juice B Crypts è il quarto album in studio del gruppo musicale statunitense Battles, pubblicato nel 2019.

## Tracce
1. Ambulance – 4:20
2. A Loop So Nice... – 2:14
3. They Played It Twice (featuring Xenia Rubinos) – 3:09
4. Sugar Foot (featuring Jon Anderson) – 5:18
5. Fort Greene Park – 5:45
6. Titanium 2 Step (featuring Sal Principato) – 3:26
7. Hiro 3 – 1:08
8. Izm (featuring Shabazz Palaces) – 3:36
9. Juice B Crypts – 3:56
10. Last Supper on Shasta Pt. 1 (featuring Tune-Yards) – 3:52
11. Last Supper on Shasta Pt. 2 (featuring Tune-Yards) – 3:55